# ブローカ野
ブローカ野（ぶろーかや、英: Broca's area）は、人の脳の領域の一部で、運動性言語中枢とも呼ばれ、言語処理、及び音声言語、手話の産出と理解に関わっている。ごく単純に言えば、ノド、唇、舌などを動かして言語を発する役目を負っている。ブローカ野という名前は、19世紀の外科医ポール・ブローカの名からつけられた。ブローカ野という概念は元々、音声言語の産出が聾者のコミュニケーションの習得において阻害されていることを説明するために生まれたが、現在では心理的な処理機構の解剖学的側面を記述するために用いられる。

## 位置
ブローカ野は大脳皮質の前頭葉にある、下前頭回の弁蓋部と三角部に位置する。また、ブローカ野とウェルニッケ野には左右局在性がある。(一般的には左半球優位)
ブローカ野はブロードマンの脳地図において44野と (一部の学者によると) 45野で表現されている。
ブローカ野はウェルニッケ野と弓状束と呼ばれる神経線維で接続されている。マカクザルにおける相同部位は口腔顔面域活動の高次の調節を担っている。

### 部位
ブローカ野は言語の理解と産出に対する役割によって、主に2つの部位に分けられる。:
- 三角部 (前側): 様々な刺激(複合モダリティー刺激の連合)の'モード'の理解、言語行為の計画を担うと考えられている。
- 弁蓋部 (後側):1種類のみの刺激(単一モダリティー刺激の連合)に対する処理や、運動野に近いことから、音声言語産出のための発声器官の調整を担うと考えられている。

## 失語症
この領域に損傷を受けた人々は、ブローカ失語 (運動性失語、非能弁的失語とも) の症状を示し、文法的に複雑な文章を作り出すことが不可能になる。彼らの作る文章は、電文体と表現されるような内容語のみで構成されたものとなる。患者はほとんどの場合、自らの言語障害に自覚的である。また、ある種の統語的に複雑な文章の理解は苦手とするものの、ブローカ失語症患者の言語理解は正常である
。
例として、ブローカ失語症患者が歯医者から病院までどうやって来たのかを説明しているときの会話を示す。:
"Yes... ah... Monday... er... Dad and Peter H... (his own name), and Dad.... er... hospital... and ah... Wednesday... Wednesday, nine o'clock... and oh... Thursday... ten o'clock, ah doctors... two... an' doctors... and er... teeth... yah."
(意訳)
"はい・・あの・・・月曜日・・・えっと・・・パパとピーター(彼自身の名前)・・・とパパと・・・えっと・・・病院・・・あと、えー・・・水曜日・・・水曜日9時・・・あと・・・木曜日・・・10時・・・あー先生・・・・あと・・・歯・・・はい。"
ブローカ失語はウェルニッケ失語と対照的である。カール・ウェルニッケにより名付けられたこの失語症は、より後側の領域である左半球の上側頭葉の損傷により起き、その患者は言語理解の障害を示す。したがって、ウェルニッケ失語症患者の言語産出は比較的自然なリズムで、比較的文法的なものであるにもかかわらず、大抵の場合、遠まわしで曖昧で無意味なものとなる。そのため、この失語症は感覚性失語として知られる。
ポジトロン断層法(PET)、及び機能的核磁気共鳴画像法(fMRI)により、吃音時にブローカ野の活動が低下することが見つかっている。また、その時、右半球のブローカ野の相同領域の活動が増大している。このことは、ブローカ野の適切な抑制反応の低下によるものであると考えられている。体積的核磁気共鳴画像法(VMRI)によって吃音を示す人は、三角部の体積が小さいことが示されている。

## 人の言語進化[9]
ブローカ野は人間の進化における、言語発達の指標となると考えられている。新人(ホモ・サピエンス)へと続く古生物学的な記録から、この部分の脳神経構造は、ホモ・サピエンスやホモ・ハビリスの化石にも存在することが分かっている。一方これら人類の祖先であるとされているアウストラロピテクスではこの領域が存在しない(この情報はブローカ野が同定されている部分の、頭蓋骨の分析に基づいている)。
一方、ブローカ野はヒトでは特殊な言語に対する役割を持つが、他の動物でも発見され、人の言語におけるものと似た役割を担っている。
もちろん、化石記録では、ホモ・サピエンスへの進化の決定的な要素の一つになるような言語の誕生の確かな証拠を得ることはできない。しかし、ブローカ野と新人の言語との関係は進化の分析に有用であるだろう。

## 参考画像

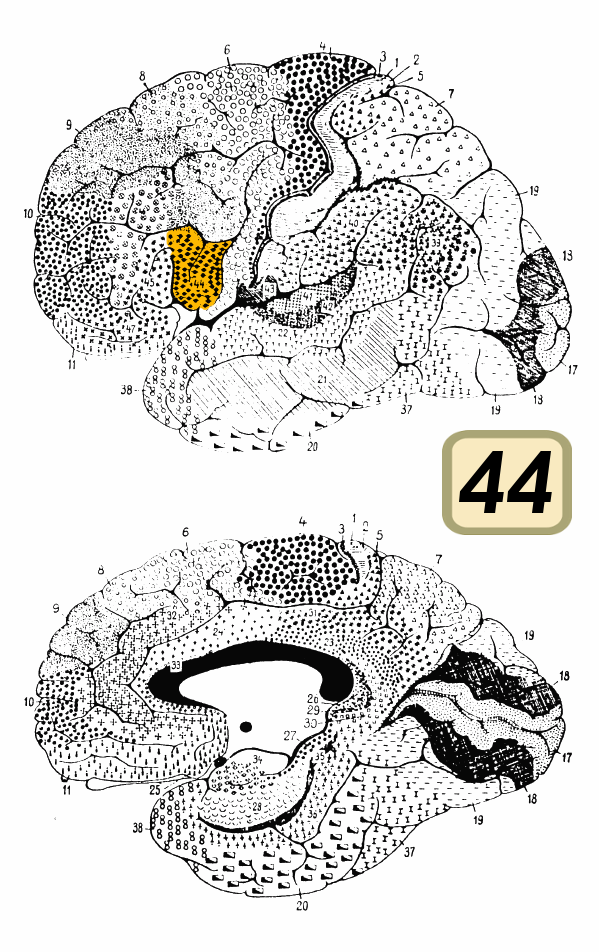
ブロードマンの脳地図における44野
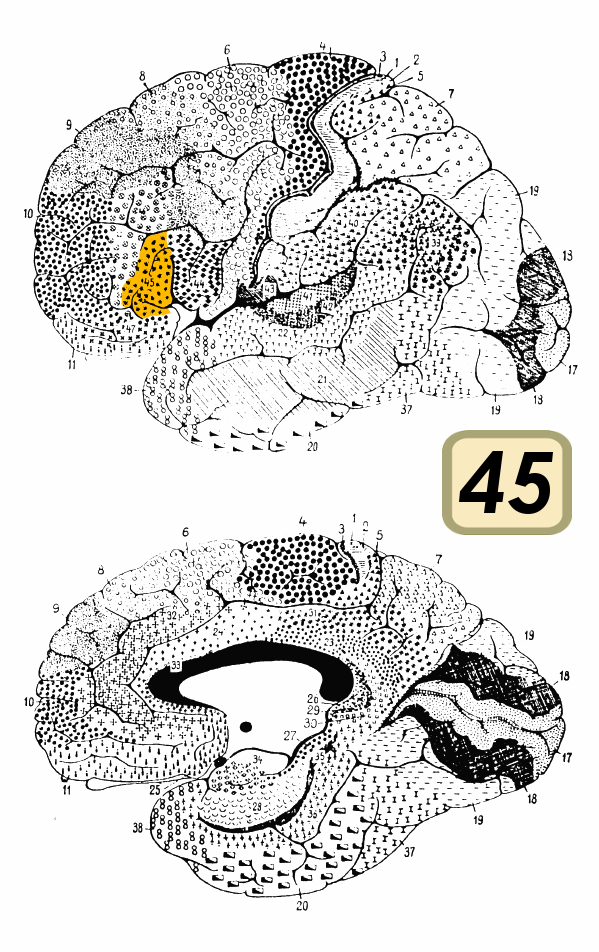
ブロードマンの脳地図における45野